# بروس إيفانز
بروس إيفانز (بالإنجليزية: Bruce Evans)‏ هو سياسي أسترالي، ولد في 21 يناير 1925 في محافظة بايرنسدال في أستراليا، وتوفي في 8 نوفمبر 2012 في أستراليا. حزبياً، نشط في الحزب الوطني الأسترالي. وقد انتخب عضو الجمعية التشريعية فيكتوريا عن دائرة Electoral district of Gippsland East ‏ (15 يوليو 1961 – 2 أكتوبر 1992).